# Небесні тюрки

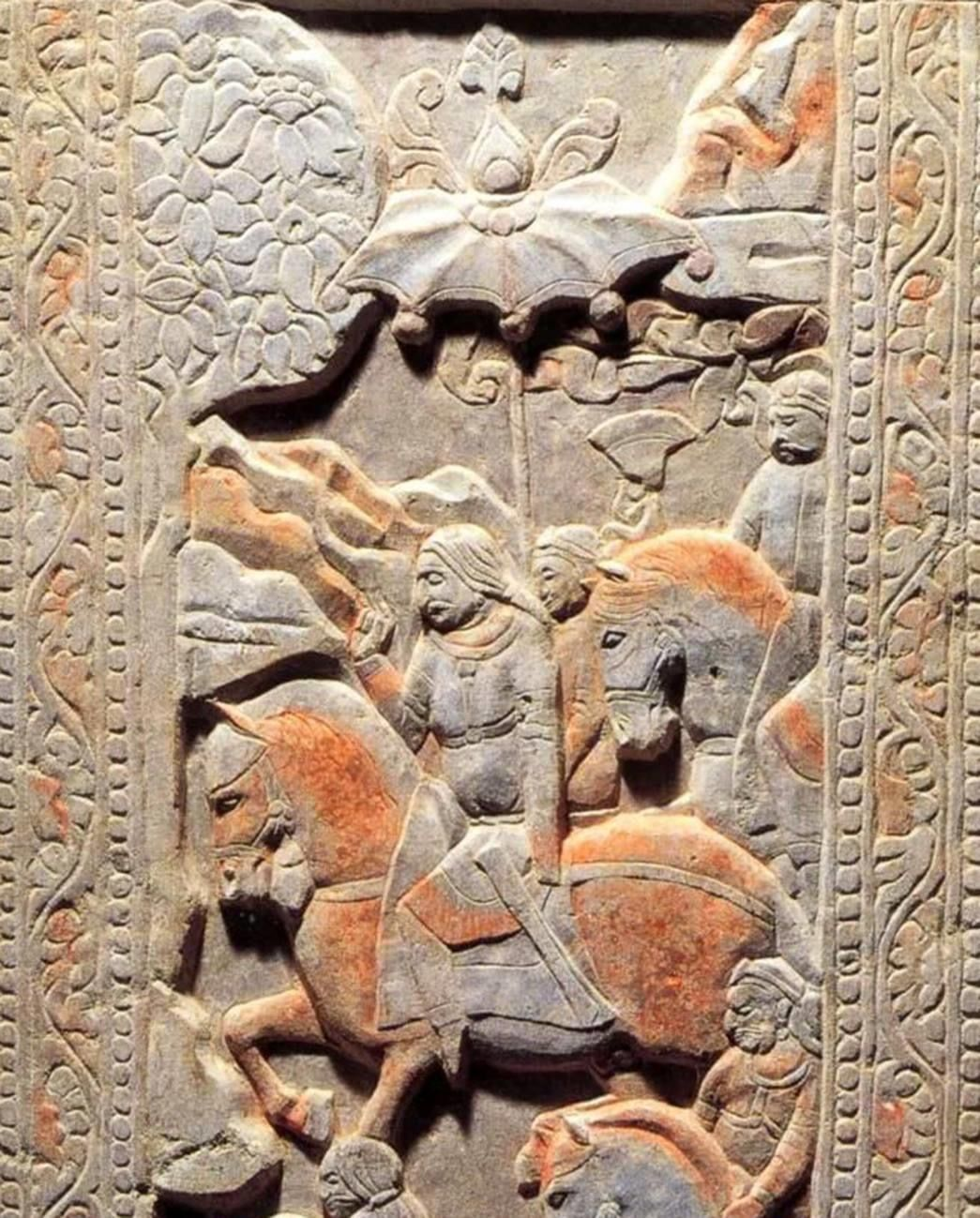
Небесні тюрки, зображення на тюркському саркофазі

Небесні тюрки, кьоктюрки, ґьоктюрки, також середньовічні тюрки (ст.-тюрк. 𐱅𐰇𐰼𐰜:𐰉𐰆𐰑𐰣, трансліт. Türük Bodun; кит. 突厥 — tūjué) — плем'я-гегемон Тюркського каганату на чолі з родом Ашина. За фізичним типом небесні тюрки були як монголоїдами, так і європеоїдами.

## Про небесних тюрків
У китайському літописі Таншу про походження Ашина говориться наступне. Серед племен, переможених табгачами при підкоренні ними північного Китаю, перебували «п'ятсот сімейств» Ашина. Ці «п'ятсот сімейств» виникли «із змішання різних родів», що жили в західній частині Шеньсі, відвойованої у IV ст. у китайців хуннами і сяньбийцями. Ашина підпорядковувалися хунському князю Муганю, володів Хесі (область на захід від Ордоса, між закрутом Хуанхе і Наньшанем). Коли в 439 р. тобасці перемогли хунів і приєднали Хесі до імперії Вей, то князь «Ашина з п'ятьмастами сімействами втік до жужаньців і, оселившись в південній стороні Алтайських гір, добував залізо для жужаньців».
Текст оповідає про походження не усього народу давніх тюрків, а тільки їх правлячого клану.
Якого б походження не були ті «п'ятсот родин», які об'єдналися під ім'ям Ашина, між собою вони розмовляли по-монгольські до тих пір, поки перипетії військового успіху не викинули їх з Китаю на Алтай. Однак столітнє перебування в тюркомовному середовищі, зрозуміло, мало сприяти швидкій зміні розмовної мови, тим більше що «п'ятсот родин» монголів були краплею в тюркському морі. Треба зауважити, що до середини VI ст. і члени роду Ашина і їх супутники були абсолютно отюрченими і зберегли монгольські сліди лише в титулатурі, яку принесли з собою. Злиття 500 родин Ашина з місцевим населенням виявилося настільки повним, що через сто років, до 546 року, вони представляли ту цілісність, яку прийнято називати давньотюркською народністю Ашина. Тюркомовне середовище в той час вже встигло поширитися далеко на захід від Алтаю, в країни, де жили гузи, кангли, або печеніги, стародавні болгари і гуни.

## Походження

### У середньовічній книжковій традиції
За китайськими джерелами небесні тюрки (кит. tūjué) походять від гунів. У візантійських джерелах тюркські племена називаються скіфами (Σκύθαι). У пехлевійских джерелах під турами розуміються тюркські племена.

## Нащадки
У центрі Гірського Алтаю зберігся рід тілес, що існував самостійно до XVIII ст., після чого злився з теленгитами, що втекли в гори від маньчжурів і китайців, що винищували народ ойратів. Про своє походження вони забули, але етнонім пам'ятають.
Л. М. Гумільов, ґрунтуючись на етнографічних дослідженнях Б. X. Кармишевої, називає плем'я тюрків, що нині входять до складу узбеків, прямими нащадками тюркютов в Середній Азії.
Рід тюрк-кальтатай, протиставляючий себе узбекам і киргизам, виводить своїх предків з «Татарстану», звідки вони прийшли 1200 років тому.
Розглядаючи ці версії, треба пам'ятати, що телесці («високі вози») були відомі китайцям задовго до появи імені Тюрк наприкінці V століття. Тюрки Ашина ж вважаються китайцями «відгалуженням будинку хунн», які були розгромлені в 745 році огузами, уйгурами тощо, тобто народами, що зараховуються китайцями до «народів тілі».

## Господарство
У середньовічній арабській літературі збереглися досить численні свідчення про те, що серед тюрків були як жителі степів, так і міст та фортець. Вони займалися хліборобством, рибальством, ремеслами, розводили городи, сади, виноградники. У словнику тюркської мови Махмуда аль-Кашгарі (XI ст.) міститься багато слів тюркського походження, що охоплюють практично всі основні поняття землеробського виробництва і види продукції.